# Seinura citri
Seinura citri är en rundmaskart. Seinura citri ingår i släktet Seinura och familjen Aphelenchidae. Inga underarter finns listade i Catalogue of Life.